# ケニー・ホイーラー
ケニー・ホイーラー（ホイラー、ウィーラー、Kenny Wheeler、1930年1月14日 - 2014年9月18日）は、カナダ、オンタリオ州トロント生まれの主にイギリスで活躍するジャズ・トランペット、フリューゲルホーン、コルネット奏者。作曲家。

## 経歴
1950年から1951年まで、トロントのロイヤル・コンセルヴァトワールで和声を学び、1952年にロンドンに進出。
ダンス・バンドで演奏するかたわら、1959年にはジョン・ダンクワースのオーケストラのメンバーとなり、作曲を学ぶ。その後フリー・ジャズのムーブメントに身を投じ1960年代後半から1970年代にかけてアラン・スキドモア、トニー・オクスレイ、アンソニー・ブラクストン、マイク・ウェストブルックらと共演、また所属した重要なグループとして、スポンティニアス・ミュージック・アンサンブルや、グローブ・ユニティ・オーケストラがある。
ECMレコードには、演奏参加した多数の作品があり、リーダー作に限ってもキース・ジャレット、デイヴ・ホランド、ジャック・ディジョネットと録音したアルバム『ヌー・ハイ』（1975年）他、多々優れた作品を残している。
1976年にはジョン・テイラー、ノーマ・ウィンストンとジャズ・グループのアジマスを結成。1983年ごろからは、デイヴ・ホランドのグループの重要なメンバーとして活動した。近年では、積極的に若手の演奏家とともに録音したとみられる作品が多く見られ後進の育成にも力を注いでいることが伺われる。また、ユナイテッド・ジャズ+ロック・アンサンブルでもメイン・メンバーとして長年活躍した。
デヴィッド・シルヴィアンのアルバムでもしばしばフィーチャーされている。
1980年代前半にグローブ・ユニティ・オーケストラのメンバーとして来日。1988年には、ジョルジュ・グルンツ・コンサート・ジャズ・バンドのツアーの一環として二度目の来日が実現した。88年10月の来日時には、東京で2度のコンサートの予定があったが昭和天皇の健康状態により片方はキャンセル、九段会館だけでの演奏となった。他、大阪の御堂会館でも演奏した模様である。

## 特徴
- 比類のない正確なリズム感とタイム感
- オーケストラのトランペット・セクションにすら匹敵する豊かな倍音をもつ美しい音色
- インプロヴィゼーションにおけるフレーズのユニークさと美しさ
- 重厚な和音の流れと美しい旋律を特徴とするオリジナル曲

## ディスコグラフィ

### リーダー・アルバム
- Windmill Tilter (1968年、Fontana)
- Song for Someone (1973年、Incus)
- 『ヌー・ハイ』 - Gnu High (1975年、ECM)
- Ensemble Fusionaire (1976年、CBC)
- 『ディア・ワン』 - Deer Wan (1977年、ECM)
- 『アラウンド6』 - Around 6 (1979年、ECM)
- 『ダブル・ダブル・ユー』 - Double, Double You (1983年、ECM)
- Flutter By, Butterfly (1988年、SoulNote)
- Visions (1988年、Justin Time)
- 『ウィドウ・イン・ザ・ウィンドウ』 - Widow in the Window (1990年、ECM)
- 『ミュージック・フォー・ラージ＆スモール・アンサンブル』 - Music for Large and Small Ensemble (1990年、ECM)
- Spanish Rhapsody (1991年)
- Kayak (1992年、Ah Um)
- All the More (1997年、SoulNote)
- 『エンジェル・ソング』 - Angel Song (1997年、ECM)
- 『ア・ロング・タイム・アゴー』 - A Long Time Ago (1998年、ECM)
- Island (2003年、Artists House)
- Dream Sequence (2003年、Psi)
- 『ブラン・ニュー』 - Brand New (2004年、Timeless) ※with マーク・コープランド、ジョン・アバークロンビー
- Where Do We Go from Here? (2005年、Cam Jazz)
- 『ホワット・ナウ?』 - What Now? (2005年、Cam Jazz)
- It Takes Two! (2006年、Cam Jazz)
- Other People (2008年、Cam Jazz)
- One of Many (2011年、Cam Jazz)
- The Long Waiting (2012年、Cam Jazz)
- 『ミラーズ』 - Mirrors (2013年、Edition Records)
- Six for Six (2013年、Cam Jazz)
- 『ソング・フォー・クインテット』 - Songs For Quintet (2014年、ECM)
- On the Way to Two (2015年、Cam Jazz)

### 共作アルバム
- Touché (1996年、Justin Time) ※with ポール・ブレイ

## 関連文献
- Philippe Carles、André Clergeat、Jean-Louis Comolli 『Dictionnaire du jazz』（Robert Laffont）
- La mort de Kenny Wheeler, grand trompettiste et compositeur de jazz
- Kenny Wheeler, British jazz star, dies aged 84
- REVERED JAZZ TRUMPETER AND COMPOSER KENNY WHEELER HAS DIED AGED 84
- Jazz great Kenny Wheeler dies at 84
- Kenny Wheeler Is Gone
- Kenny Wheeler, 1930–2014
- Muore a 84 anni Kenny Wheeler
- RIP, Kenny Wheeler
- Remembering Kenny Wheeler, plus news of an ECM swan song
- How Kenny Wheeler described his musical journey and composing process